# Associazione Calcio Perugia 1965-1966
Questa voce raccoglie le informazioni riguardanti l'Associazione Calcio Perugia nelle competizioni ufficiali della stagione 1965-1966.

## Rosa
| N. |                   | Ruolo | Calciatore           |
| -- | ----------------- | ----- | -------------------- |
|    | Italia (bandiera) | A     | Demetrio Ambrogio    |
|    | Italia (bandiera) | A     | Lorenzo Baldoni      |
|    | Italia (bandiera) | A     | Francesco Bertolazzi |
|    | Italia (bandiera) | P     | Lamberto Boranga     |
|    | Italia (bandiera) | A     | Fausto Branda        |
|    | Italia (bandiera) | C     | Mario Bulli          |
|    | Italia (bandiera) | A     | Giovanni Chiaraluce  |
|    | Italia (bandiera) | C     | Giovanni Currarini   |
|    | Italia (bandiera) | P     | Angelo D'Aprile      |
|    | Italia (bandiera) |       | Ferrari              |
|    | Italia (bandiera) | D     | Luciano Ghirga       |

| N. |                   | Ruolo | Calciatore         |
| -- | ----------------- | ----- | ------------------ |
|    | Italia (bandiera) | C     | Eros Lolli         |
|    | Italia (bandiera) | D     | Nicola Marinelli   |
|    | Italia (bandiera) | A     | Angelo Montenovo   |
|    | Italia (bandiera) | A     | Giancarlo Morelli  |
|    | Italia (bandiera) | C     | Romano Morosi      |
|    | Italia (bandiera) | C     | Oriano Nenci       |
|    | Italia (bandiera) | D     | Sergio Nicchi      |
|    | Italia (bandiera) | C     | Luciano Redegalli  |
|    | Italia (bandiera) | C     | Massimo Roscini    |
|    | Italia (bandiera) | D     | Gaudenzio Trentini |
|    | Italia (bandiera) | C     | Giovanni Troiani   |